# Grégoire III Mammé
Grégoire III Mammé ou Mammas est le patriarche de Constantinople de 1443 à 1454, date à laquelle il quitte Constantinople. Il meurt en 1459.

## Biographie
Le patriarche Joseph II étant décédé à Florence au cours du concile réuni pour promouvoir l'union des Églises d'Orient et d'Occident , le patriarche Mètrophane avait été promu comme premier patriarche uni à Rome, à la suite de l'Union de Florence proclamée en 1441. Mètrophane étant mort en 1443, Grégoire Mammé ou Mammas est promu patriarche.
Comme patriarche uni à Rome, en application de l'Union de Florence, Grégoire rencontre l'opposition des adversaires de l'Union, qui estiment que cette Union a été signée pour des raisons politiques (obtenir l'aide de l'Occident contre les Turcs qui menacent l'existence de l'empire) et que la foi orthodoxe a été sacrifiée. Ces oppositions sont si fortes qu'à la mort de Jean VIII, Constantin XI renonce à se faire couronner empereur à Constantinople. Devant les tensions croissantes, Grégoire finit par s'enfuir à Rome en 1451, auprès du pape Nicolas V.
Du fait du départ de Grégoire, le siège patriarcal est administré par diverses personnes notamment Isidore de Kiev en sa qualité de légat pontifical. En 1454, Gennade II Scholarios devient le premier patriarche sous le nouveau régime ottoman.
Toutefois, un patriarche, Athanase II de Constantinople, est fictivement intercalé entre les deux par des Grecs opposés à l'union avec Rome. Il est considéré comme mythique.